# Prince Homer

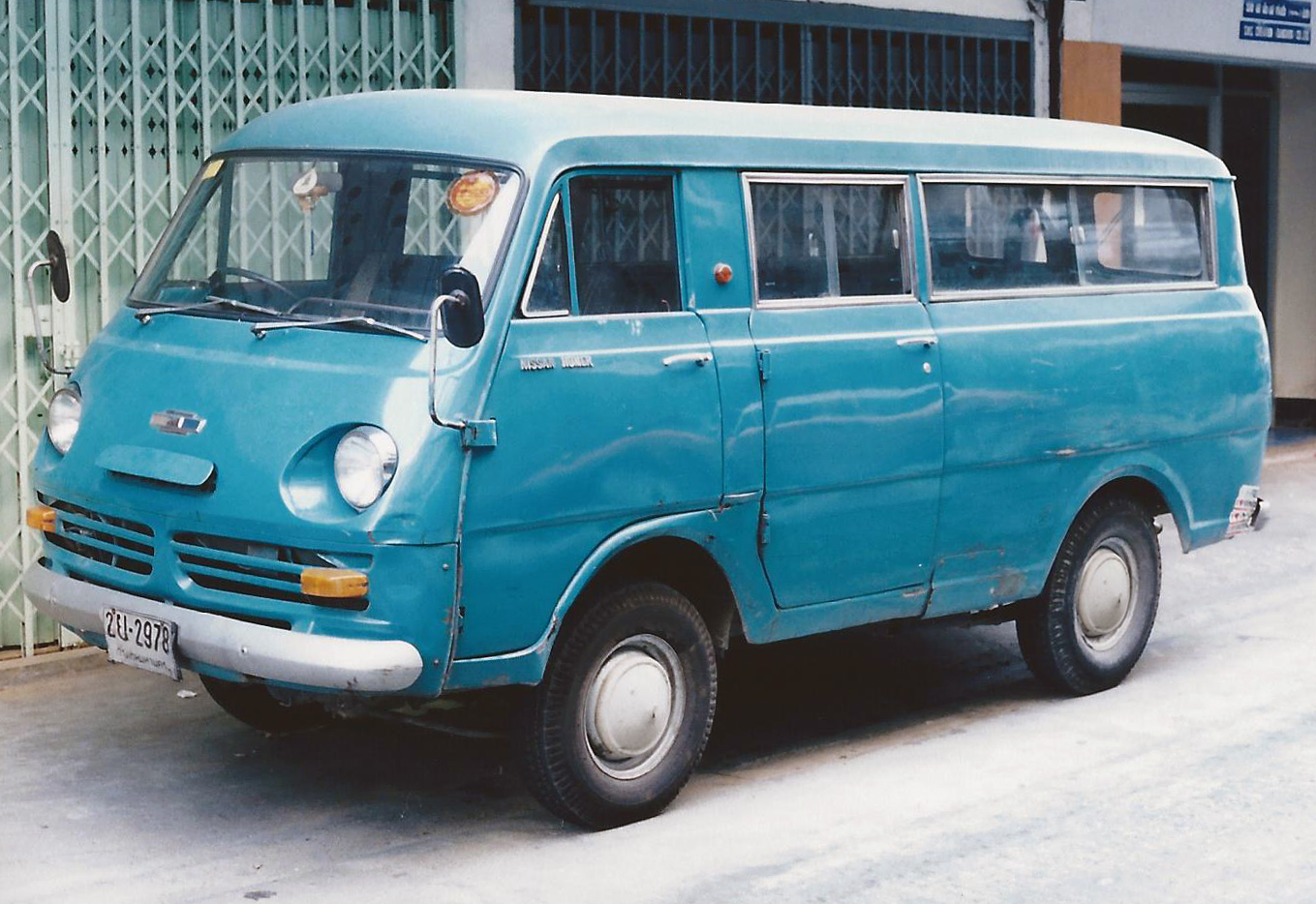
Nissan Homer V641

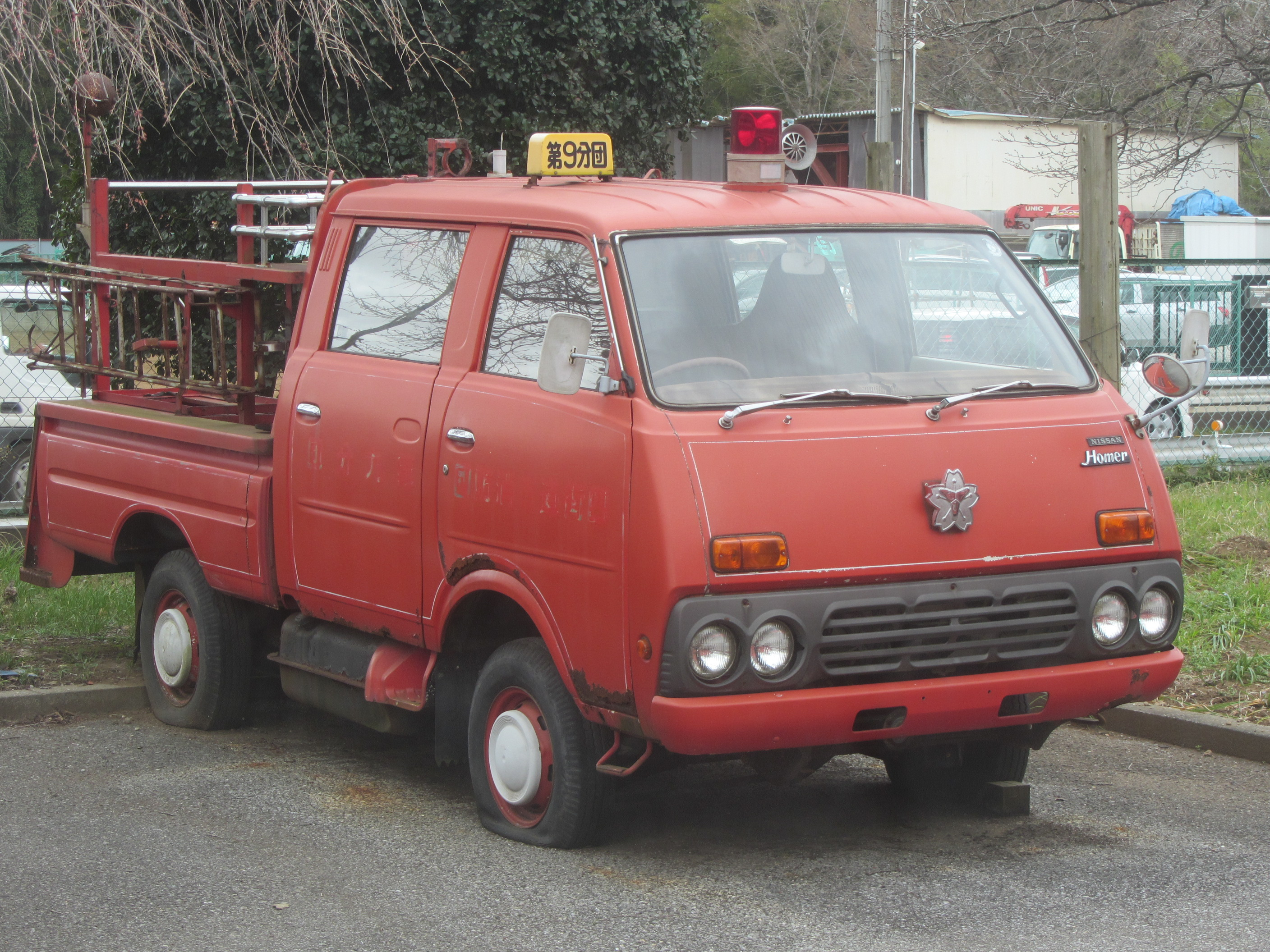
Nissan Homer (F20)

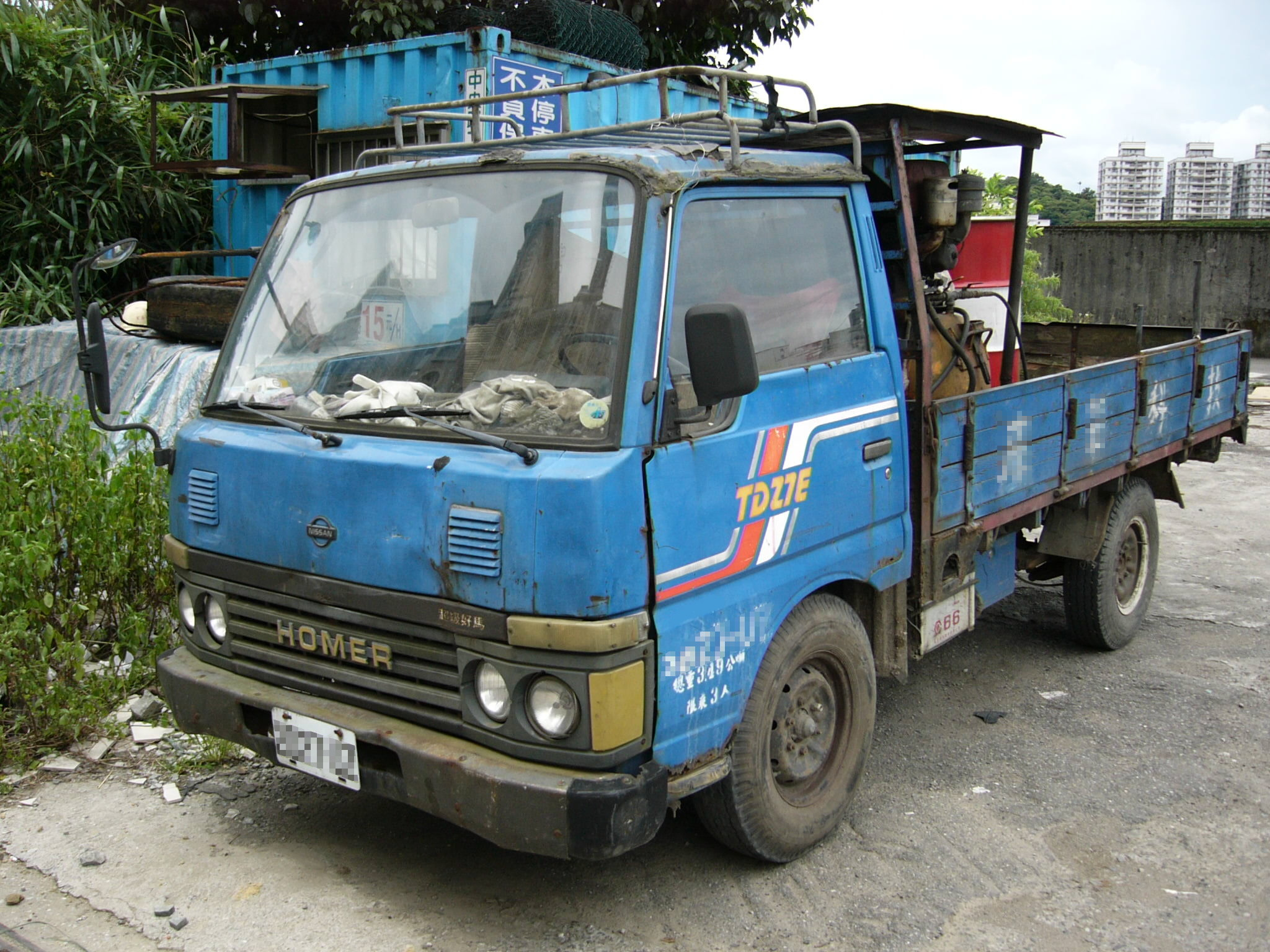
Nissan Homer (F22)

Prince Homer — малотоннажный грузовой автомобиль, выпускаемый компанией Prince Motor Company с 1964 по 1982 год. Вытеснен с конвейера моделью Nissan Atlas.

## Первое поколение (1964—1976)
Первое поколение автомобилей Prince Homer производилось с 1964 по 1976 год. Первые прототипы — T640 и V640. В 1966 году автомобиль был переименован в Nissan Homer по причине слияния Prince Motor Company и Nissan Motor Ibérica. В 1972 году в модельный ряд была добавлена модель T20.

## Второе поколение (1976—1982)
Последнее поколение автомобилей Nissan Homer производилось с 1976 года под индексом F20. В 1979 году в модельный ряд были добавлены модели F21 и F22. Производство завершилось в 1982 году.

## Двигатели
| Модель   | Двигатель  | Мощность | Объём    |
| -------- | ---------- | -------- | -------- |
| T64/T640 | G-1 (GA-4) | 73 л. с. | 1484 см3 |
| T641     | R16        | 81 л. с. | 1595 см3 |
| T20      | J16        | 81 л. с. | 1567 см3 |
| PF20, 21 | H20        |          | 1982 см3 |